# Sov på min arm
Sov på min arm è un album in studio della cantante svedese Carola Häggkvist, pubblicato nel 2001.

## Tracce
1. Byssan lull
2. Det gåtfulla folket B
3. Brahm's vaggvisa (Nu i ro slumra in)
4. Thula Sana
5. Jag vill alltid älska
6. Videvisan
7. Sov på min arm
8. Vi har en tulta med ögon blå
9. Majas visa
10. Ge mig handen, min vän
11. Jag lyfter ögat
12. Att komma hem (Som när ett barn)
13. Tänk att få vakna
14. Lyckeliten
15. Käre Gud, jag har det gott
16. Lasse litens medley
17. Jag sjunger godnatt
18. Gud som haver barnen kär
19. Du omsluter mig